# بروس إيليا
بروس إيليا (بالإنجليزية: Bruce Elia)‏ هو لاعب كرة قدم أمريكية أمريكي، ولد في 10 يناير 1953 في هوبوكين في الولايات المتحدة.

## وصلات خارجية
- بروس إيليا على موقع مرجع كرة القدم المحترفة.كوم (الإنجليزية)